# Ricardo Trêpa
Ricardo Trêpa est un acteur portugais né le 28 octobre 1972 à Porto (Portugal), petit-fils de Manoel de Oliveira.

## Filmographie
- 1990 : Non, ou la vaine gloire de commander ('Non', ou A Vã Glória de Mandar)  de Manoel de Oliveira : un soldat
- 1993 : Val Abraham (Vale Abraão) de Manoel de Oliveira : figurant
- 1996 : Party de Manoel de Oliveira : figurant
- 1998 : Inquiétude (Inquietude) de Manoel de Oliveira : le petit copain
- 1998 : Tráfico de João Botelho : Francisco, le fils du général
- 1999 : La Lettre de Manoel de Oliveira : l'intrus
- 2000 : Parole et Utopie (Palavra e Utopia) de Manoel de Oliveira : Padre António Vieira (jeune)
- 2001 : Je rentre à la maison de Manoel de Oliveira : le garde
- 2001 : Porto de mon enfance (Porto da Minha Infância) de Manoel de Oliveira : Manoel 2
- 2002 : Le Principe de l'incertitude (O Princípio da Incerteza) de Manoel de Oliveira : Jose Feliciano
- 2003 : Un film parlé (Um Filme Falado) de Manoel de Oliveira : un officiel
- 2004 : Le Cinquième Empire (O Quinto Império - Ontem Como Hoje) de Manoel de Oliveira : le roi Sebastião
- 2005 : Le Miroir magique (Espelho Mágico) de Manoel de Oliveira : José Luciano
- 2005 : Do Visível ao Invisível (court métrage) de Manoel de Oliveira : Ricardo
- 2006 : Belle toujours de Manoel de Oliveira : le barman
- 2007 : Christophe Colomb, l'énigme (Cristóvão Colombo - O Enigma) de Manoel de Oliveira : Manuel Luciano da Silva jeune
- 2008 : O Vitral e a Santa Morta (court métrage) de Manoel de Oliveira
- 2008 : Romance de Vila do Conde (court métrage) de Manoel de Oliveira
- 2009 : Singularités d'une jeune fille blonde (Singularidades de uma Rapariga Loura) de Manoel de Oliveira : Macário
- 2010 : L'Étrange Affaire Angélica (O estranho caso de Angélica) de Manoel de Oliveira : Isaac
- 2012 : Gebo et l'ombre de Manoel de Oliveira : João